# Тимофеев, Евгений (футболист)
Евгений Тимофеев (3 апреля 1966, Ставрополь — 2006) — советский и российский футболист, нападающий, полузащитник.

## Биография
Воспитанник ставропольской ДЮСШ-4, первый тренер Владимир Нешта. Начинал играть в «Динамо» Ставрополь, в 1982—1984 годах во второй лиге провёл 10 матчей. После армейской службы в 1987 году выступал за «Сталь» Чебоксары. В 1988 году переехал в Запорожье, где провёл три матча за команду первой лиги «Металлург», затем получил две травмы, играл во второй лиге за «Торпедо». Играл во второй лиге за «Ниву» Винница (1989), «Уралмаш» Екатеринбург (1990), второй низшей лиге за «Сигнал» Изобильный (1991). В Польше выступал за команду III лиги «Андалузия» Пекары-Слёнске (1992) и II лиги «Полония» Бытом (1992/93).
В 1995—1999 годах играл в чемпионате Белоруссии за «Бобруйск» (1995), МПКЦ Мозырь (1995—1996), «Белшину» Бобруйск (1996—1999). В 1996 году сыграл три матча, забил три гола в первенстве КФК за «Сигнал» Изобильный.
Скончался в 2006 году в возрасте 40 лет.

### Личная жизнь
Он мог все правильно делать, готовился к игре как надо, даже пива не пил, питался по науке. Но после окончания чемпионата начинался такой запой, что даже мне, всякое повидавшему в жизни, страшно становилось…— Евгений Шабуня — бывший начальник «Фандока», «Белшины» и минского «Торпедо»

## Достижения
- Обладатель Кубка Белоруссии: 1997
- Двукратный серебряный призёр чемпионата Белоруссии: 1995, 1997
- Двукратный бронзовый призёр чемпионата Белоруссии: 1996, 1998